# Салонія Матідія
Салонія Матідія (*Salonia Matidia, 4 липня 68 — 119) — впливова матрона часів Римської імперії.

## Життєпис
Походила з роду Матідіїв. Донька сенатора Гая Салонія Матідія Патруіна та Ульпії Марціани. Небога імператора Траяна. Дитиною втратила батька. Після його смерті у 78 році разом із матір'ю перебирається до імператорського двору. Згодом стає однією зі впливових жінок з почту Траяна (нарівні зі своєю матір'ю та Помпеєю Плотіною).
У 81 році виходить заміж за консула-суфекта Луція Вібія Сабіна. Мала від нього доньку. Після смерті у 84 році чоловіка, вдруге бере шлюб — з сенатором-консуляром Луцієм Міндієм, від якого народила доньку.
Після смерті другого чоловіка у 86 році виходить в третє заміж — за консула Луція Скрибонія Лібона Рупілія Фругі Бона. Мала від нього двох доньок. У 100 році видала заміж доньку Вібію Сабіну за майбутнього імператора Адріана. У 101 році втратила третього чоловіка.
У 112 році, після смерті матері, отримує титул Августи. У 117 році разом з Помпеєю Плотіною сприяла сходженню на трон Адріана. Померла у 119 році. Після смерті зарахована до богів, на її честь зведено храм на Марсовому полі.

## Родина
1. Чоловік — Луцій Вібій Сабін, консул-суфект
Діти:
- Вібія Сабіна, дружина імператора Адріана

2. Чоловік — Луцій Міндій, сенатор-консуляр
Діти:
- Матідія Молодша

3. Чоловік — Луцій Скрибоній Лібон Рупілій Фругі Бон, консул-суфект 88 року
Діти:
- Рупілія Фаустіна, дружина Марка Аннія Вера, консула-суфекта 97, 121, 126 років
- Рупілія Аннія, дружина Луція Фунданія Ламії Еліана, консула 116 року